# أنجيل بطرس سمعان
أنجيل بطرس سمعان (توفيت سنة 2012) هي أستاذة أدب إنجليزي ومترجمة مصرية.

## حياتها
عملت سمعان أستاذة للأدب الإنجليزي بجامعة القاهرة، وتخصصت في دراسة الرواية بشتى أشكالها. لها العديد من المؤلفات والمقالات باللغتين العربية والإنجليزية، كما قامت بترجمة العديد من الكتب من الإنجليزية وإليها.
في سنة 1995، نشر قسم اللغة والأدب الإنجليزيين بكلية آداب جامعة القاهرة كتابًا تذكاريًا بالإنجليزية بعنوان «مقالات في تكريم أنجيل بطرس سمعان».

## من أعمالها

### تأليف
- دراسات في الرواية الإنجليزية (الهيئة المصرية العامة للكتاب، القاهرة، 1981): وهي مجموعة دراسات نُشرت في أوقات متفرقة في عدد من المجلات الثقافية والأدبية مثل «المجلة» و«الفكر المعاصر» و«تراث الإنسانية» و«الجديد» والملحق الأدبي لمجلة الهلال.[3]
- دراسات في الرواية العربية (القاهرة، 1987)

### ترجمة

#### من الإنجليزية إلى العربية
- كتاب يوتوبيا للسير توماس مور: يعده الدكتور محمد عناني أبرز ما ترجمت أنجيل بطرس سمعان.[1]
- نظرية الرواية في الأدب الإنجليزي الحديث: تأليف مجموعة من المؤلفين، الهيئة المصرية العامة للتأليف والنشر، القاهرة، 1971.[4]
- رواية «الأشياء تتداعى» للكاتب النيجيري تشينوا أتشيبي.[5]

#### من العربية إلى الإنجليزية
- رواية السكرية (الجزء الثالث من ثلاثية نجيب محفوظ) تُرجمت بالاشتراك مع وليم مينارد هتنشنز ونُشرت الترجمة سنة 1993.[6]